# Menznau
Menznau es una comuna suiza del cantón de Lucerna, situada en el distrito de Willisau. Limita al norte con las comunas de Grosswangen y Buttisholz, al este con Ruswil y Wolhusen, al sur con Romoos, y al oeste con Hergiswil bei Willisau y Willisau.